# Amarnah
Amarnah (tiếng Ả Rập: تل العمارة, đã Latinh hoá: Tal al-'Amārat; tiếng Kurd: Emarnê) hoặc Amarine (tiếng tiếng Thổ Nhĩ Kỳ: Amarîne, tiếng Ả Rập: عمارنة, đã Latinh hoá: Âmārenah), còn được gọi là Tal al-Amara là một ngôi làng ở phía bắc tỉnh Aleppo, miền bắc Syria. Nằm trên đồng bằng Manbij phía bắc, giáp với vùng đất ngập nước của đồng bằng Jarabulus về phía sông Euphrates, ngôi làng nằm ở giữa Jarabulus và hạ lưu sông Sajur và khoảng 9 km (5,6 mi) phía nam biên giới với tỉnh Gaziantep của Thổ Nhĩ Kỳ.
Với 1.050 cư dân, theo điều tra dân số năm 2004, Amarnah về mặt hành chính thuộc về Nahiya Jarabulus trong huyện Jarabulus. Các địa phương lân cận bao gồm al-Jamel 3 km (1,9 mi) về phía bắc và Ayn al-Bayda 3 km (1,9 mi) về phía đông bắc.